# Ψ
Psi (Ψ ou ψ; em grego:  ψι, transl.: psi) é a vigésima terceira letra do alfabeto grego. No sistema numérico grego vale 700. No modo matemático do LaTeX, é representada por: {\displaystyle \Psi } e {\displaystyle \psi }. Pronunciada como "ps".
A letra Ψ é utilizada na irrigação para representar o Potencial Hídrico e dos seus componentes.
A letra Ψ é utilizada como logo para representar a psicologia.
A letra Ψ é também utilizada para representar a função de onda na mecânica quântica. Seguindo a notação bra-ket, o símbolo é |Ψ⟩.